# Secret Machines
The Secret Machines sono un gruppo musicale indie/space rock statunitense di New York, originario di Dallas, formato nel 2000.
È composto dal bassista/tastierista Brandon Curtis, dal chitarrista Phil Karnats e dal batterista Josh Garza.
Il gruppo ha lavorato alla reinterpretazione di alcuni brani dei Beatles per il film Across The Universe nel 2007.

## Discografia

### EP
- September 000 (2002)
- The Road Leads Where It's Led (2005)
- Awake In The Brain Chamber (2020)

### Album
- Now Here Is Nowhere (2004)
- Ten Silver Drops (2006)
- The Secret Machines (2008)
- Awake in the Brain Chamber (2020)